# Prostheceraeus vittatus
Prostheceraeus vittatus é uma espécie de verme achatado marinho pertencente ao filo dos platelmintos (planárias e seus parentes). É encontrado em águas rasas do Mar do Norte e ao longo de toda a costa britânica (incluindo da Islândia). Também vive nos mares da Noruega.
Este verme se diferencia dos outros de seu grupo pelas cores: amarelo-creme com listras longitudinais de cor marrom escuro ou negro.